# Târnava (gmina)
Târnava – gmina w Rumunii, w okręgu Sybin. Obejmuje miejscowości Colonia Târnava i Târnava. W 2011 roku liczyła 2858 mieszkańców.